# Jacques Boulerice
Pour les articles homonymes, voir Boulerice.
Jacques Boulerice (21 août 1945 - ) est un écrivain et un poète québécois. 

## Cheminement
Il obtient un baccalauréat ès arts au Séminaire de Saint-Jean en 1966 et une licence ès lettres de l'Université de Montréal en 1969. Poète, conteur et romancier, il mène sa carrière littéraire parallèlement à son métier de professeur de français au Cégep de Saint-Jean-sur-Richelieu jusqu'en 1997. En 1968 et 1969, Jacques Boulerice est critique littéraire au journal Le Richelieu. Il est écrivain résidant pour le Parti Rhinocéros de la circonscription de Saint-Jean en octobre 1972. Depuis 1998, il est conférencier pour l'Université de Sherbrooke, faculté d'éducation, formation continue des personnes aînées.
Jacques Boulerice reçoit le Prix Québec-Paris en 1986 pour Apparence. Il est membre de l'Union des écrivaines et des écrivains québécois (UNEQ) et de l'Association des auteurs de la Montérégie.
Reliquaire s'inspire des cimetières québécois (photographiés par Madeleine Ghys) pour inviter le lecteur à partager son itinéraire : « Pour suivre le fil de cette histoire d'amour qui va, tout le long du Richelieu, d'une église à l'autre, d'un cimetière à l'autre, ne retenez que l'ardeur de la vie à faire du vivant. » 
Son ouvrage La mémoire des mots - Alice au pays de l'Alzheimer est un bouleversant récit sur la dégénérescence de sa mère, atteinte de la maladie d'Alzheimer. C'est par l'intermédiaire de son amour des mots que l'auteur la rattache à notre monde, non pas pour la garder avec lui, mais pour lui procurer une qualité de vie qu'elle réclame malgré son silence.
Depuis le mois d'août 2013 jusqu'en 2021, Jacques Boulerice tient une chronique hebdomadaire dans le journal Le Canada français, deuxième plus ancienne publication québécoise depuis plus de 150 ans.

## Récompenses
- 1987 : Prix Québec-Paris pour Apparence.
- 1987 : Mention du ministre pour le document L’écriture poétique à travers Apparence.
- 1987 : Médaille Jean-Antoine Panet de l'Assemblée nationale du Québec.
- 1997 : Certificat de la Commission de toponymie pour un poème tiré de L’or des fous dont le titre L’édredon rouge désigne une île du Jardin du Bout du Monde, l'archipel du réservoir de la Caniapiscau.
- 2003 : Prix du mérite patrimonial pour Reliquaire musée du Haut-Richelieu.
- 2014 : Prix hommage 2014 de la ville de Saint-Jean-sur-Richelieu.

## Autres informations
Jacques Boulerice est le père d'Alexandre Boulerice, élu député du Nouveau Parti démocratique dans Rosemont—La Petite-Patrie pour la première fois en mai 2011 et réélu depuis, et de Nicolas Boulerice, membre du groupe de musique traditionnelle Le Vent du Nord pour qui il a écrit des textes de chansons et avec qui il se produit à l'occasion sur scène dans un récital poésie-musique.